# سمير بين سلام
سمير بين سلام (بالهولندية: Samir Ben Sallam)‏ هو لاعب كرة قدم هولندي، ولد في 3 يونيو 2001 في أمستردام في هولندا.

## وصلات خارجية
- سمير بين سلام على موقع قاعدة بيانات كرة القدم.إي يو (الإنجليزية)
- سمير بين سلام على موقع Soccerway.com (الإنجليزية)